# Mecynoecia dannevigi
Mecynoecia dannevigi is een mosdiertjessoort uit de familie van de Entalophoridae. De wetenschappelijke naam van de soort is voor het eerst geldig gepubliceerd in 1941 door Chapman.